# Iman Qouli Khan Undiladzé
Imam Qouli Khan Undiladzé (en persan : امامقلی خان،, Emāmqolī Khan ; exécuté en 1633) est un ministre et chef militaire séfévide d’origine géorgienne, gouverneur du Fars et de Bahreïn pour le compte de Chah Abbas et de Chah Safi.

## Biographie
Imam Qouli Khan Undiladzé est le fils aîné d'Allahverdi Khan Undiladzé, le tout puissant général et ministre géorgien de Chah Abbas. Il est d’abord nommé en 1610 gouverneur de la ville de Lars dans le Fars.
Après la mort de son père en 1613, il lui succède dans la faveur du Chah et devient beglarbeg de l’ensemble du Fars en 1615, tout en conservant ses fonctions antérieures et en devenant « amir » du Divan du Chah. Dans les années 1619/1620, il supervise pour le compte de Chah Abbas, dont il a la totale confiance, le projet d’aménagement des rivières Karoun et Zayandeh rud destiné à l’approvisionnement en eau de la capitale Ispahan. À la même époque, il fait construire plusieurs palais et un madrasa à Shiraz dans sa province du Fars. Il est aussi à l’origine d’un pont bâti sur la rivière Kor à Marvdasht près de Shiraz nommé le « Pol-e Khan », qui est toujours en place aujourd'hui.
Comme gouverneur de Bahreïn occupé par son père en 1602, il est responsable des provinces du sud de l’empire séfévide où il poursuit la politique initiée par son père et qui vise à exclure les Portugais de leur position dans le Golfe Persique. En 1621, il persuade les membres de la Compagnie anglaise des Indes orientales, qui ont bénéficié en 1615 d’importants privilèges commerciaux en Iran, de coopérer avec les Perses dans cette entreprise. C’est avec l’appui d’une flotte anglaise qu’il capture le fort stratégique portugais situé dans l’ile de Qeshm et qu’il entreprend le siège d'Ormuz, qui doit capituler après une résistance acharnée de 10 semaines en mai 1622. Les exploits militaires d’Iman Qouli Khan font l’objet d’un œuvre du poète Qadri du Fars.
Après la mort de Chah Abbas, il doit faire face aux favoris du nouveau souverain, son petit-fils Chah Safi, qui a été porté au pouvoir par un autre Géorgien, le prince Khosro Mirza, fils illégitime de l’ancien roi musulman du Karthli Daoud Khan.
Peu à peu, la position d’Imman Qouli Khan et de sa famille à la cour d’Ispahan se trouve marginalisée et, en 1633, il est mis à mort sur ordre de Chah Safi, qui confisque les biens immenses que les Undiladzé ont accumulés depuis plus de 40 ans. Seul son frère cadet Daoud Khan Undiladzé, qui s’est réfugié chez les Ottomans, réussit à s’échapper.

## Sources
- (en) Roger M. Savory, « Emāmqolī Khan », dans Encyclopædia Iranica (lire en ligne).